# Condado de Burnett
O Condado de Burnett é um dos 72 condados do Estado americano do Wisconsin. A sede do condado é Meenon. O Condado de Burnett não possui cidades, e sua maior vila Grantsburg. O condado possui uma área de 2 280 km² (dos quais 152 km² estão cobertos por água), uma população de 15 674 habitantes, e uma densidade populacional de 7 hab/km² (segundo o censo nacional de 2000). O condado foi fundado em 1856.